# Escut de Clariana de Cardener
L'escut oficial de Clariana de Cardener té el següent blasonament:
Escut caironat: de gules, 10 estrelles de 5 puntes d'argent posats en 3 pals 3.4.3. Per timbre una corona mural de poble.

## Història
L'escut de gules carregat d'estels d'argent és el tradicional dels segells municipals del poble. Són armes parlants, i fan referència a la "claror" d'un cel destapat i ple d'estrelles.
Va ser aprovat el 6 de febrer de 1995.